# Federico Arreola
Federico Arreola Castillo (Monterrey, Nuevo León - 1956) es un periodista y empresario mexicano, fundador del diario Milenio, quien es conocido por su trayectoria en medios tradicionales, así como por ser uno de los periodistas más populares en Twitter según la revista Forbes.
También es fundador y actual director del medio digital SDPNoticias, uno de los medios digitales de noticias más leídos en Latinoamérica según un equipo de investigadores de la Universidad Iberoamericana, encabezado por Gabriela Warkentin. 

## Datos biográficos y trayectoria profesional
Nacido en la ciudad de Monterrey el 15 de octubre de 1956, Federico Arreola Castillo, obtuvo el título de licenciado en Economía en el Instituto Tecnológico y de Estudios Superiores de Monterrey y estudió filosofía y matemáticas en la Universidad Autónoma de Nuevo León en 1979.
De 1980 a 1986 colaboró como miembro investigador de la división de investigación de la Universidad Regiomontana. También realizó diversos trabajos en materia de economía, filosofía de la ciencia y educación.
Para 1982 obtuvo el premio IMEF-BANCAM de investigación bancaria y financiera, con el trabajo "Análisis de la Bolsa Mexicana de Valores", donde publicó junto con Enriqueta Medina, bajo el seudónimo de "A. Coronel", la página semanal "Crítica Social" en el periódico El Porvenir, donde colaboró de 1983 a 1986.  
Posteriormente participó como columnista político en el diario El Norte, convirtiéndose en uno de los más leídos de Monterrey para el año de 1994. A su vez, colaboró junto con un equipo de este mismo diario, en una serie de reportajes sobre las condiciones económicas, sociales y políticas en Cuba, trabajo que fue premiado por la Sociedad Interamericana de Prensa.
En 1993 fue invitado por el entonces candidato del  Partido Revolucionario Institucional a la presidencia de México, Luis Donaldo Colosio, a participar como observador en su campaña.
Un año después abandonó los diarios El Norte y Reforma, este último del que fue fundador, debido a lo que Arreola resumió en un conflicto de intereses políticos; en donde afirmaba que otros directivos del diario Reforma, apoyados por el entonces presidente de México Carlos Salinas de Gortari, estaban haciendo proselitismo a favor de Manuel Camacho Solís, para que obtuviera la candidatura del PRI en lugar de Colosio.
De 1994 a 1996 Arreola Castillo, publicó en El Financiero y en el Diario de Monterrey una extensa serie de artículos sobre diversos temas políticos relacionados con lo que había sucedido en la campaña de Luis Donaldo, quien había sido asesinado meses antes de la votación.
En el año de 1996, fue nombrado director general editorial del Diario de Monterrey, La Opinión de Torreón y el Diario de Tampico.
Para el año siguiente, dejó El Financiero y continuó con sus artículos en el Diario de Monterrey y El Economista, mismo en el que fundó la revista Milenio en Monterrey, de la que fue director general en la división de prensa de Multimedios Estrella de Oro.
A principios del año 2000 se traslada a la Ciudad de México y funda el periódico Milenio Semanal, en el cual fue vicepresidente ejecutivo de Multimedios Estrella de Oro.
Para el 2001, negoció la adquisición de una emisora de FM en Madrid y se desempeñó como secretario técnico de las Redes Ciudadanas en México.
Fue uno de los promotores del sistema de redondeo como forma de captar recursos para la campaña del entonces candidato a la presidencia de México, Andrés Manuel López Obrador, proyecto que fue rechazado por el IFE. También fue coordinador de Finanzas de la Campaña del antes mencionado.
En 2004, Víctor Hernández creó el blog el "Sendero del Peje" para exponer opiniones sobre el desafuero de Andrés Manuel López Obrador, quien en ese entonces era jefe de Gobierno de la Ciudad de México, mismo que al poco tiempo se convirtió en uno de los sitios más leídos en internet y que Federico Arreola adquirió tres años después. Durante las elecciones presidenciales de 2006, un equipo de investigadores de la Universidad Iberoamericana, encabezado por Gabriela Warkentin, monitorearon el tráfico en internet y encontraron que "senderodelpeje.com" era una de las bitácoras más visitadas en México y Latinoamérica.
En 2011, junto con su hijo Federico Arreola Jr. convierte dicho blog en un diario electrónico al que llamaron SDPNoticias que posteriormente, gracias al auge de los dispositivos móviles, dispararon las visitas al sitio, convirtiéndose desde 2014 en uno de los diarios más leídos en México, después del diario El Universal, según el ranking de ComScore.
Según la revista Forbes, en 2013 Arreola Castillo fue reconocido como uno de los periodistas mexicanos más populares en Twitter con 136,552 seguidores.